# فهرست کشورها بر پایه صادرات توربین گازی
در زیر فهرستی از کشورها بر پایه صادرات توربین گازی آمده‌است. این داده‌ها در سال ۲۰۱۶ بر مبنای میلیون دلار آمریکا مرتب شده‌است که از سوی رصدخانه پیچیدگی اقتصادی منتشر شده‌است.
در زیر ۲۰ کشور برتر فهرست شده‌اند.
| #  | کشور                | میزان در سال ۲۰۱۲ | میزان در سال ۲۰۱۶ |
| -- | ------------------- | ----------------- | ----------------- |
| ۱  | آلمان               | ۱۶٬۲۳۸            | ۶۶٬۸۱۲            |
| ۲  | فرانسه              | ۱۰٬۵۲۲            | ۱۳٬۱۴۸            |
| ۳  | بریتانیا            | ۱۴٬۱۴۱            | ۱۳٬۱۱۴            |
| ۴  | ایالات متحده آمریکا | ۶٬۶۸۸             | ۸٬۴۲۷             |
| ۵  | کانادا              | ۳٬۲۳۱             | ۵٬۴۶۳             |
| ۶  | ژاپن                | ۵٬۰۲۰             | ۵٬۲۹۳             |
| ۷  | ایتالیا             | ۳٬۱۸۰             | ۳٬۴۷۸             |
| ۸  | چین                 | ۲٬۴۴۲             | ۳٬۴۷۲             |
| ۹  | سنگاپور             | ۱٬۸۳۳             | ۳٬۴۳۲             |
| ۱۰ | هلند                | ۱٬۶۷۳             | ۱٬۹۳۳             |
| ۱۱ | لهستان              | ۱٬۴۱۹             | ۱٬۸۵۴             |
| ۱۲ | برزیل               | ۳۵۴               | ۱٬۷۱۶             |
| ۱۳ | مکزیک               | ۱٬۵۱۳             | ۱٬۷۰۴             |
| ۱۴ | بلژیک و لوکزامبورگ  | ۱٬۱۷۵             | ۱٬۶۸۴             |
| ۱۵ | سوئیس               | ۱٬۹۹۰             | ۱٬۶۷۰             |
| ۱۶ | مجارستان            | ۶۸۵               | ۱٬۵۸۷             |
| ۱۷ | هنگ کنگ             | ۱٬۳۰۴             | ۱٬۵۱۰             |
| ۱۸ | روسیه               | ۱٬۵۴۳             | ۱٬۴۳۶             |
| ۱۹ | سوئد                | ۱٬۰۲۱             | ۱٬۲۲۶             |
| ۲۰ | کرهٔ جنوبی           | ۷۸۴               | ۸۷۸               |